# Topologia em árvore
Topologia em árvore ou Topologia Hierárquica, ou Rede em Árvore ou Rede Hierárquica é uma topologia física baseada em uma estrutura hierárquica de várias redes e sub-redes.  O nível mais alto, está ligado a vários módulos do nível inferior da hierarquia. Estes módulos podem ser eles mesmos conectados a vários módulos do nível inferior em um esquema semelhante ao desenho de uma árvore. Esta topologia facilita a manutenção do sistema e permite detectar avarias com mais facilidade, em comparação às topologias em Barramento e Anel. É mais utilizada em Redes Locais (LAN) e em Redes Campus.
São basicamente barras interconectadas, onde ramos menores são conectados a uma barra central, por um ou mais Hub's, switch e repetidores que interconectam outras redes. No geral, as redes em árvore, irão trabalhar com uma taxa de transmissão menor do que as redes em barra comum. Há cuidados que devem ser tomados, pois a cada ramificação irá propagar-se a dois caminhos distintos, exceto se os caminhos estejam perfeitamente casados; as velocidades de propagação e os sinais refletidos serão distintos uns dos outros. A topologia em árvore é baseada em uma estrutura hierárquica de várias redes e sub-redes.
A distância máxima sem amplificação é de apenas 100m (dependendo do cabo usado). Tem Dependência do nó central, se este falha, a rede fica inoperante, o número de portas de um concentrador é limitado e quando for atingido o limite de portas disponíveis é necessário adquirir outro e interligá-lo com o existente, contando com um ou mais concentradores que ligam cada rede local e existente a outro concentrador que interliga todos os outros concentradores.

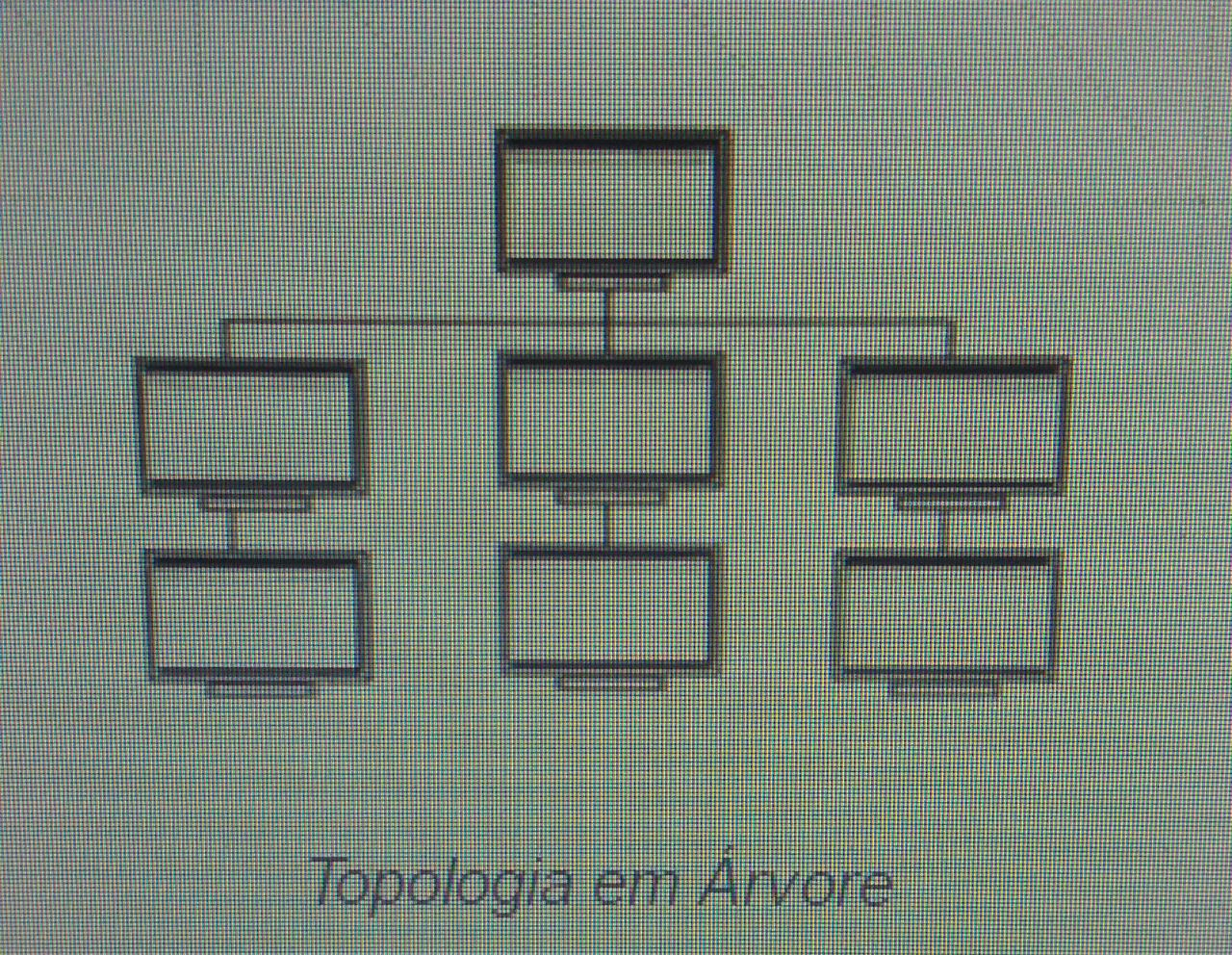
topologia em arvore redes de computadores

## Vantagens
- Esta topologia é a combinação de topologia de barramento e estrela.
- Essa topologia fornece uma organização de dados hierárquica e central dos nós.
- Como os nós folha podem adicionar um ou mais nós na cadeia hierárquica, essa topologia fornece alta escalabilidade.
- Os outros nós em uma rede não são afetados, se um de seus nós for danificado ou não funcionar.

- A topologia em árvore fornece fácil manutenção e fácil identificação de falhas pode ser feita.
- Uma topologia que pode ser chamada. Os nós de folha podem conter mais nós.
- Suportado por vários fornecedores de hardware e software.
- Fiação ponto a ponto para segmentos individuais.

## Desvantagens
- Esta rede é muito difícil de configurar em comparação com as outras topologias de rede.
- O comprimento de um segmento é limitado e o limite do segmento depende do tipo de cabeamento usado.
- Devido à presença de um grande número de nós, o desempenho da rede da topologia em árvore torna-se um pouco lento.
- Se o computador do primeiro nível estiver errado, o computador do próximo nível também terá problemas.
- Requer grande número de cabos em comparação com a topologia em estrela e em anel.
- Como os dados precisam viajar do cabo central, isso cria um tráfego de rede denso.
- O Backbone aparece como o ponto de falha de todo o segmento da rede.
- O tratamento da topologia é bastante complexo.
- O custo de estabelecimento também aumenta.
- Se a maioria dos nós for adicionada a essa rede, a manutenção se tornará complicada.

## Aplicações
Uma das aplicações mais importantes da topologia em árvore consiste na representação lógica da rede de computadores para tomada de decisões de roteamento. O algoritmo de Dijkstra é um dos algoritmos mais famosos que usam esse conceito. Associando esse algoritmo com a topologia em árvore, um grafo pode representar a rede de computadores, sendo os vértices os computadores e as arestas os enlaces que conectam os computadores. Por meio dessa relação, o algoritmo atribui um valor inteiro em cada uma das arestas para definir o custo - pode ser, por exemplo, a latência, a taxa de perda de pacotes ou a intensidade do sinal - da comunicação entre os nós que as interligam. Dessa forma, baseando na estrutura de árvore e executando uma série de procedimentos, ele é capaz de fornecer o menor custo para conectar qualquer par de nós da rede de computadores.
Em programação, engenharia de software e ciência da computação, é uma estrutura de dados que herda as características das topologias em árvore. É semelhante à Hierarquia ou Linha de comando numa Empresa ou eventos em geral, onde necessite uma organização para realizar um tempo hábil, como cronograma de uma construção ou a realização de um evento qualquer. Isto pode ser representado por um diagrama, exemplo um fluxograma.

 Podem estruturar muitos tipos de dados, incluindo o próprio programa de computador, 
Por exemplo, este é um programa de computador escrito em Lisp :
```
(+ 1 2 (if (> p 10) 3 4))
```

Este programa diz 'Se p for maior que 10, adicione os números 1, 2 e 3. Caso contrário, adicione os números 1, 2 e 4.' Como todos os programas Lisp, ele possui uma estrutura de topologia em árvore inerente. Se o desenharmos como um gráfico, ele se parecerá com a árvore mostrada à direita. Representar um programa dessa forma pode ser útil porque mostra claramente como todas as operações e dados estão conectados.